# یواس‌اس اس-۱۱ (اس‌اس-۱۱۶)
یواس‌اس اس-۱۱ (اس‌اس-۱۱۶) (به انگلیسی: USS S-11 (SS-116)) یک زیردریایی بود که طول آن ۲۳۱ فوت (۷۰ متر) بود. این زیردریایی در سال ۱۹۲۱ ساخته شد.